# ISAF-Segel-Weltmeisterschaften 2018
Die 5. ISAF-Segel-Weltmeisterschaften fanden vom 30. Juli bis 12. August 2018 in Aarhus, Dänemark, statt.
Insgesamt wurden zwölf Wettbewerbe in verschiedenen Bootsklassen ausgetragen, vier für Männer und fünf für Frauen sowie drei offene Wettbewerbe. Erstmals waren auch Wettbewerbe im Kitesurfen im Programm. Die Weltmeisterschaften waren zugleich Hauptqualifikationswettkämpfe für die Segelwettbewerbe bei den Olympischen Sommerspielen 2020 in Tokio. 75 % aller Quotenplätze wurden hier vergeben.
Aus deutschsprachiger Sicht gelang es den beiden österreichischen Regattaseglerinnen Tanja Frank und Lorena Abicht, in der Bootsklasse 49er FX die Silbermedaille zu gewinnen. Im Medal Race unterlagen sie knapp dem niederländischen Boot, das in der Gesamtwertung noch an ihnen vorbeizog. Deutsche Teilnehmer gewannen zwei Bronzemedaillen: Philipp Buhl belegte im Laser ebenso den dritten Platz wie auch Tim Fischer und Fabian Graf in der 49er Jolle.

## Ergebnisse
Die Platzierungen bei den einzelnen Regatten eines Wettbewerbs werden in Punkte umgerechnet. Das Ergebnis der schlechtesten Platzierung wird als Streichergebnis nicht berücksichtigt. Die Addition der Punkte bestimmt über die Abschlussplatzierung, wobei das Boot mit der niedrigsten Punktzahl gewinnt.

### Männer
| Bootsklasse             | Gold                        | Gold  | Silber                           | Silber | Bronze                         | Bronze |
| ----------------------- | --------------------------- | ----- | -------------------------------- | ------ | ------------------------------ | ------ |
| Windsurfen RS:X         | Dorian van Rijsselberghe    | 58 P. | Kiran Badloe                     | 85 P.  | Louis Giard                    | 92 P.  |
| Laser                   | Pavlos Kontides             | 59 P. | Matthew Wearn                    | 61 P.  | Philipp Buhl                   | 70 P.  |
| 470er                   | Kevin Peponnet Jeremie Mion | 56 P. | Tetsuya Isozaki Akira Takayanagi | 60 P.  | Jordi Xammar Nicolás Rodríguez | 62 P.  |
| Kitesurfen Formula Kite | Nicolas Parlie              | 27 P. | Guy Bridge                       | 31 P.  | Maxime Nocher                  | 40 P.  |

### Frauen
| Bootsklasse             | Gold                             | Gold  | Silber                              | Silber | Bronze                           | Bronze |
| ----------------------- | -------------------------------- | ----- | ----------------------------------- | ------ | -------------------------------- | ------ |
| Windsurfen RS:X         | Lilian de Geus                   | 48 P. | Charline Picon                      | 78 P.  | Lu Yunxiu                        | 82 P.  |
| Laser Radial            | Emma Plasschaert                 | 66 P. | Marit Bouwmeester                   | 75 P.  | Anne-Marie Rindom                | 85 P.  |
| 470er                   | Ai Kondō Yoshida Miho Yoshioka   | 33 P. | Silvia Mas Depares Patricia Cantero | 39 P.  | Hannah Mills Eilidh McIntyre     | 41 P.  |
| 49er FX                 | Annemiek Bekkering Annette Duetz | 89 P. | Tanja Frank Lorena Abicht           | 91 P.  | Sophie Weguelin Sophie Ainsworth | 94 P.  |
| Kitesurfen Formula Kite | Daniela Moroz                    | 13 P. | Jelena Kalinina                     | 26 P.  | Alexia Fancelli                  | 40 P.  |

### Offen
| Bootsklasse | Gold                         | Gold  | Silber                              | Silber | Bronze                                 | Bronze |
| ----------- | ---------------------------- | ----- | ----------------------------------- | ------ | -------------------------------------- | ------ |
| Finn Dinghy | Zsombor Berecz               | 70 P. | Max Salminen                        | 74 P.  | Pieter-Jan Postma                      | 76 P.  |
| 49er        | Šime Fantela Mihovil Fantela | 72 P. | Mathieu Frei Noe Delpech            | 91 P.  | Tim Fischer Fabian Graf                | 93 P.  |
| Nacra 17    | Caterina Banti Ruggero Tita  | 69 P. | Haylee Outteridge Nathan Outteridge | 70 P.  | Cecilia Carranza Saroli Santiago Lange | 72 P.  |

## Medaillenspiegel
| Platz | Land                   | Gold | Silber | Bronze | Gesamt |
| ----- | ---------------------- | ---- | ------ | ------ | ------ |
| 1     | Niederlande            | 3    | 2      | 1      | 6      |
| 2     | Frankreich             | 2    | 2      | 3      | 7      |
| 3     | Japan                  | 1    | 1      | —      | 2      |
| 4     | Belgien                | 1    | —      | —      | 1      |
| 4     | Italien                | 1    | —      | —      | 1      |
| 4     | Kroatien               | 1    | —      | —      | 1      |
| 4     | Ungarn                 | 1    | —      | —      | 1      |
| 4     | Vereinigte Staaten     | 1    | —      | —      | 1      |
| 4     | Zypern                 | 1    | —      | —      | 1      |
| 10    | Australien             | —    | 2      | —      | 2      |
| 11    | Vereinigtes Königreich | —    | 1      | 2      | 3      |
| 12    | Spanien                | —    | 1      | 1      | 2      |
| 13    | Österreich             | —    | 1      | —      | 1      |
| 13    | Russland               | —    | 1      | —      | 1      |
| 13    | Schweden               | —    | 1      | —      | 1      |
| 16    | Deutschland            | —    | —      | 2      | 2      |
| 17    | Argentinien            | —    | —      | 1      | 1      |
| 17    | Dänemark               | —    | —      | 1      | 1      |
| 17    | Volksrepublik China    | —    | —      | 1      | 1      |